# Сељачко-демократска коалиција
Сељачко-демократска коалиција (СДК) је био опозициони политички савез у Краљевини Срба, Хрвата и Словенаца. У осовини то је била коалиција Хрватске сељачке странке и Самосталне демократске странке, водећих политичких странака хрватског народа и Срба Пречана. Лидери су јој били Стјепан Радић и Светозар Прибићевић. Коалиција се трајала од 1927. до 1929. године, односно до увођења шестојануарске диктатуре и забране рада политичких странака. Послије Радића лидер јој је постао Влатко Мачек, а по повратку парламентаризма СДК постаје узор и основ за уједињавање цјелокупне опозиције.
Основана је 1927. године послије избора, с циљем да се полако окупља широк опозициони блок. Распадом коалиције Демократска заједница постаје једина опозициона коалиција и основ за даље ширење, у борби против коалиционе власти народних радикала, југословенских муслимана и словеначких народњака с циљем демократизације друштва. У основи 1928. године утврђује своју политичку идеологију као федерализам, став који потврђује након скупштинског инцидента и убиства Стјепана Радића. Циљ му је да се прошири на Демократску странку, а њен лидер Љубомир Давидовић је симпатизер те странке, али не успијева да ДС привуче СДК-у јер већина народних посланика демократске странке није била лојална њему, већ прорежимском Маринковићу. 1928. године конгресом успијева да натјера своје министре на оставку, али ни тада не успијева, јер се саставља нова влада у којој они бивају изабрани. Јединство у странци уз себе добија поново тек послије скупштинског атентата, када ДС цјелокупно прелази у опозицију и заједно са СДК позива на бојкот. Прикључује се и минијатурна Црногорска странка. Бојкоту парламента се не одазива из редова опозиције једино Савез земљорадника и не успијева идеја да се он уклопи у ширу опозицију, јер СЗ остаје привржен југословенском јединству. СДК престаје да дјелује шестојануарском диктатуром, али овакво јединство опозиције оставља трајан печат у даљим политичким активностима, поготово послије обнове парламентаризма.

## Настанак
До формирања Сељачко-демократске коалиције дошло је услед све веће самовоље владе и њених органа према опозицији, повлађивања владиних агената чак и код разоткривене корупције, прогањања напредних елемената и полицијске безобзирности. Ова безобзирност владе такмичила се са одлучношћу опозиције. Дошло је 4. октобра 1927. године до састанка између дојучерашњих најљућих противника, Светозара Прибићевића и Стјепана Радића у Београду. Обојица су претходних година водили дијаметрално супротне политике. Прибићевић је годинама био најљући бранилац централизма, док је Радић био најутицајнији заступник федералистичког уређења. Прибићевић је био и један од главних заговорника поделе државе на 33 области. Међутим, склапања радикалско-радићевског споразума 1925. године отерало га је у опозицију због чега се код њега створила нетрпељивост према Радикалној странци. То су узроци обрта Прибићевићеве политике. Међутим, главни разлог је безобзирна и самовољна влада Велимира Вукићевића која је заменила једнаку Узуновићеву владу. Већ приликом првог састанка Радић је изјавио да између њега и Прибићевића нема никакве разлике. Покушај њиховог удруживања са Демократама није успео јер се томе супротставио део странке окупљен око Воје Маринковића. Зато је 10. новембра 1927. године у Загребу дошло до формирања Сељачко-демократске коалиције између ХСС и Самостално-демократске странке. Формиран је заједнички клуб Сељачко-демократске коалиције који се има састајати једном месечно. Демократска заједница (коалиција ЈМО и ДС) била је много мање успешна. На изборима 1927. године доживела је неуспех
Оснивање Сељачко-демократске коалиције представљао је шок на тадашњој политичкој сцени. Дворска камарила покушала је да је осујети разним маневрима са циљем да раздвоје Радића и Прибићевића. То им није успело. Вукићевић је понудио Радићу да уђе у његову нову владу. ХСС би добила три ресора. Радић је тражио да се три ресора доделе коалицији, на шта Вукићевић није хтео пристати. Коалиција је представљала трн у оку дворске камариле јер се дојучерашњи најљући бранилац централизма окренуо федералистичкој концепцији Краљевине. Због тога ће Прибићевић бити једна од првих жртава шестојануарског режима. Интерниран је најпре у Брус, а затим је због лошег здравља пребачен у Београд, у одељењу које је служило као затвор. У болници је провео 18 месеци. Како би избегао поновно интернирање у Брус, тражио је да га пребаце у Чехословачку због здравствених разлога. Едуар Бенеш апеловао је на владу да Прибићевићу допусте лечење у иностранству. Притиску чехословачке владе прикључила се и Француска. Прибићевић је јула 1931. године отпутовао у Праг где је провео 2 године, а затим још 3 године у Паризу, да би се 1936. године вратио у Праг где је и умро исте године од рака плућа.

## Рад током Шестојануарског режима
Сељачко-демократска коалиција је и поред Закона о заштити државе и даље деловала. Њено вођство састало се 7. новембра 1932. године у Загребу где је усвојило резолуцију коју је претходно припремио Анте Трумбић. То су „Пунктације Сељачко-демократске коалиције“ или скраћено „Загребачке пунктације“. Поново се отвара хрватско питање, а СДК тражи враћање на 1918. годину као на исходичну тачку. Осуђује се централистичка политика апсолутизма и назови-уставни режим. Словенска људска странка доноси сличне „Словенске Пунктације“. Влада је у Пунктацијама видела удар на основе своје политике и оштро је иступала против опозиционара. Усташтво се у Хрватској почиње испољавати управо у овом периоду. Усташе су биле малобројне, али са подршком фашистичке Италије. Југословенски емигрант Анте Павелић прикупљао је своје присталице по Италији и мађарским логорима. Усташе су 1. децембра 1932. године поставиле на више места бомбе у Загребу. Посебну пажњу привлачио је и процес против Влатка Мачека. Он је осуђен на три године затвора, што је био повод за демонстрације широм Хрватске. Тешка ситуација услед хрватског питања довела је до пада Сршкићеве владе.

## Након атентата
Влада Богољуба Јевтића све више поприма облик ауторитарног режима што је кулминирало на парламентарним изборима 5. маја 1935. године. Народна радикална странка апстинирала је, као и Словенска људска странка. У заједничкој изјави Љубомира Давидовића и Влатка Мачека (који је ословођен издржавања казне приликом последње промене владе), влада је означена наставком дотадашњег диктаторског режима. Решење кризе видели су у споразуму Срба, Хрвата и Словенаца. Удружена опозиција определила се за скупштинску апстиненцију. Политичка атмосфера налагала је промену владе, што је учињено 23. јуна 1935. године. Ни у једном периоду међуратне историје Краљевине није била јаснија намера владе да заокружи (опколи) Хрвате као у време Стојадиновићеве владе. Њему је стало да склопи споразум са хрватским опозиционарима. Међутим, Стојадиновић и Мачек се међусобно нису ценили и имали су дијаметрално супротне политичке ставове. Стојадиновић је одбијао и да разговара о федеративном уређењу државе. Он је Мачеку нудио неколико министарских места (Стојадиновићево „мало решење), док се политика ХРСС темељила на ревизији Октроисаног устава (Мачеково „велико решење“).
Тежина државне кризе утицала је на превазилажење бројних сукоба. У Фаркашићу је 8. октобра 1937. године склопљен споразум између Удружене опозиције (Демократска странка, Радикална странка, Савез земљорадника) и Сељачко-демократске коалиције (ХСС и СДС). Они су се сложили да Октроисани устав нема „моралне вредности“ и да треба изградити нови уставни поредак. Влада формирана од потписника споразума у Фаркашићу очувала би основне принципе државе: наследна, уставна и парламентарна монархија на челу са Петром Карађорђевићем и Намесништвом. Кнез Павле одбио је да прими на знање потписани споразум.
Стварање Бановине Хрватске представљало је само први корак у будућем преуређењу Југославије. Била је то федерална јединица у заметку. Државни централизам је стварањем бановине напуштен. Такође, напуштена је и идеја о народном јединству. Преузређење државе отварало је и тзв. „српско питање“. Српске политичке странке заузеле су различите ставове по питању споразума. Удружена опозиција се распада. Демократска странка постала је један од најдоследнијих критичара споразума, скрећући са идеје споразумевања са Хрватима. Још једном, Демократска странка променила је своју идеологију. Против споразума била је и Народна радикална странка. Савез земљорадника прихватио је споразум Цветковић-Мачек и означио га „великим делом“.

## Крај
Немачка, Италија и Јапан потписале су у Берлину 27. септембра 1940. године тзв. „Тројни пакт“ којим су између себе регулисали империјалистичку поделу света. Јапану је признато вођство у великоазијском простору, а Немачкој и Италији у стварању новог европског поретка. Чланице су се обавезале и на узајамну помоћ у случају напада било које друге силе на неку од њих. И друге државе позване су да се прикључе акту (приступају Мађарска, Румунија, Словачка и Бугарска, пре Југославије). Исте вечери када су у Југославију стигле вести о приступу Југославије Тројном пакту, дошло је на неколико места до врло оштрих демонстрација против владе. Најшире размере попримиле су демонстрације у Скопљу и Чачку. Душан Симовић у својим мемоарима пише да је исте вечери, 26. марта, донета и одлука да се изврши државни удар. Његови одреди запосели су све важне тачке у Београду. Кнез Павле био је на путу за Словенију. Симовић је наредио да се похапсе чланови владе Цветковић-Мачек који су се нашли у Београду. Истовремено је позвао представнике неких политичких странака (између осталих и Петра Живковића) и известио их да је збацио владу Цветковића која је потписала Тројни Пакт, да је збацио Намесништво и прогласио Петра II Карађорђевића пунолетним. Образована је нова влада. На њеном челу био је Душан Симовић, а потпредседници су били Влатко Мачек и Слободан Јовановић. Истом приликом прочитана је Прокламација краља Петра да се он наводно слаже да ударом, мада је он касније изјавио да је за њу чуо на радију. Завереници су искористили младог официра који је опонашао краљев глас. Мачек је одбио да врати у Београд Павла који је ухваћен у Загребу и да приступи новој влади, јер је био у контакту са Рајхом.
Ратни план Немачке познат је под називом „Упутство 25“. Он је касније изложен као доказ против Хермана Геринга пред Међународним војним судом у Нирнбергу. Државни удар Рајх је гледао као дело Срба; водило се рачуна о интересу Хрвата како би се они привукли на страну нападача. Истицало се да немачка војска не долази као непријатељ Хрвата, Босанаца и Македонаца. Предвиђена је и подела Југославије по завршетку рата.
Напад Осовине на Југославију отпочео је 6. априла без икаквих ултиматума. Истог дана немачка авијација бомбардовала је Београд, мада га је Симовић 3. априла прогласио за отворени град, дакле насиље без војних објеката које по међународном праву не сме бити изложено ратним операцијама. У Југославији је завладало запрепашћење. Влада је отпочела са лутањем по земљи, преко Ужица и Никшића. Мачек је истог дана напустио владу и прко загребачке Радио-станице позвао чланове Хрватске сељачке странке да не пружају отпор окупатору.